# Kjersti Anfinnsen
Kjersti Anfinnsen, född 1975 i Bodø, är en norsk författare. Hennes romaner är prisbelönta och översatta till flera språk. Hon är också verksam som performancekonstnär och DJ, där hon uppmärksammat den kvänska kulturen.

## Biografi
Anfinnsen arbetar som tandläkare i Oslo där hon är bosatt. Hon har studerat kreativt skrivande vid Kunstakademiet i Tromsø och  Skrivekunstakademiet i Bergen.

### Författarskap
Anfinnsen debuterade 2012 med romanen Det var grønt. Huvudpersonen är en man verksam som tandläkare och med ett enstörigt och ångestfyllt liv. Tillvaron rubbas när den 11-årige sonen, som bott med sin mor, söker kontakt efter moderns bortgång. Den nya situationen leder till reflexioner över den egna barndomen och familjen. Romanen fick ett positivt mottagande och beskrivs av recensenter som en "välskriven, melankolisk och vacker liten bok".
De siste kjærtegn (på svenska som De sista smekningarna) och Øyeblikk for evigheten (Ögonblick för evigheten) handlar om den åldrade hjärtkirurgen Birgitte, uppvuxen i Norge men med en internationell yrkeskarriär. I De siste kjærtegn sitter hon i sin lilla lägenhet i Paris, och umgänget är begränsat till caféägaren i kvarteret, frisören Michel som gör hembesök och en ny kärlek, arkitekten Javiér. Via Skype har hon kontakt med sin yngre syster i Norge men förhållandet har varit trasigt sedan barndomen. I Øyeblikk for evigheten förs Birgitte ännu längre in i åldrandets sviktande funktioner med beroende av stöd och omsorg som hon har svårigheter att bemöta. Systern är borta, liksom flertalet av vänner och bekanta. Romanerna är korta till omfånget och kan läsas som berättarjagets dagboksreflexioner eller prosadikter. Stilen är knapp, saklig, minimalistisk, "nästan korthuggen". Det ödesmättade innehållet ger även utrymme för komiska inslag.

### Andra aktiviteter
Som "DJ Saunasatan" har Anfinnsen kurerat föreställningar med musik från Nordkalottens olika etniska grupper. Som tillhörig den etniska folkgruppen kväner har Anfinnsen verkat för att synliggöra dess språk och kultur. Hon var med och startade Unga kveners forbund, senare Kvenungdommen. 2022 tilldelades hon titeln "Årets kven" av Ruijan Kaiku och Norske Kveners Forbund.

## Priser och utmärkelser
- 2019 – Årets bok, Tidsskriftet Subjekt
- 2020 – Havmannpriset
- 2020 – Bokhandelens forfatterstipend
- 2022 – Nominerad til EU:s litteraturpris
- 2022 – Årets kven